# Лейте (провинция)
Лейте (таг. leyte) — провинция Филиппин в регионе Восточные Висайи, на одноимённом острове. Административный центр — город Таклобан. Провинция граничит на юге с Южным Лейте, на востоке — с провинцией Самар на одноимённом соседнем острове, на севере и западе — с островными провинциями Билиран и Себу.

## География
Общая площадь провинции 5 712,8 км². На востоке омывается водами одноимённого залива.

## История
С островом Лейте связаны некоторые важные факты в истории Филиппин. Во время японской оккупации здесь образовался союз филиппинских и американских войск, одержавшими победу над японскими войсками (см. статью «Таклобан»).

## Население
Численность населения — 1 789 158 чел. (2010 год). Плотность населения — 313,18 чел./км². Местное население говорит в основном на языке себуано, и частично на варайском (австронезийские языки).

## Административное деление
В административном отношении делится на 40 муниципалитет и 3 города.

### Города
- Таклобан (Tacloban)
- Байбай (Baybay)
- Ормок (Ormoc)

### Муниципалитеты
| - Абуйог (Abuyog) - Алангаланг (Alangalang) - Албуера (Albuera) - Бабатнгон (Babatngon) - Баруго (Barugo) - Бато (Bato) - Бурауен (Burauen) - Калубиан (Calubian) - Капоокан (Capoocan) - Каригара (Carigara) | - Дагами (Dagami) - Дулаг (Dulag) - Илонгос (Hilongos) - Инданг (Hindang) - Инопакан (Inopacan) - Исабель (Isabel) - Харо (Jaro) - Хавиер (Javier) - Хулита (Julita) - Кананга (Kananga) - Ла-Пас (La Paz) | - Лейте (Leyte) - Макартур (MacArthur) - Махаплаг (Mahaplag) - Матаг-Об (Matag-ob) - Маталом (Matalom) - Майорга (Mayorga) - Мерида (Merida) - Пало (Palo) - Паломпон (Palompon) | - Пастрана (Pastrana) - Сан-Исидро (San Isidro) - Сан-Мигель (San Miguel) - Санта-Фе (Santa Fe) - Табанго (Tabango) - Табонтабон (Tabontabon) - Танауан (Tanauan) - Толоса (Tolosa) - Тунга (Tunga) - Вильяба (Villaba) |